# Fuldaischer Berg
Der Fuldaische Berg ist ein 332 m ü. NHN hoher Berg und befindet sich zum überwiegenden Teil in der Gemarkung der Gemeinde Gerstungen im Wartburgkreis in Thüringen.
Der Fuldaische Berg ist seit Jahrhunderten Teil der hessisch-thüringischen Landesgrenze und bietet einen Panoramablick auf das Gerstunger Talbecken des Werratals. Der Name erinnert an einen wichtigen Grenzpunkt in den Grenzbeschreibungen der Klöster Fulda und Hersfeld. Der Berg wurde bereits im Mittelalter gerodet und landwirtschaftlich genutzt, auch heute erstrecken sich auf der thüringischen Seite die Ackerflächen und Wiesen bis in die Gipfellage. In der DDR-Zeit besaß der Berg eine gewisse strategische Bedeutung als Beobachtungspunkt. Auf seinem Gipfel  befinden sich heute eine Schutzhütte für Wanderer. Der auf der hessischen Seite des Berges vorhandene Steilhang war nur durch Beweidung nutzbar und wurde nach dem Zweiten Weltkrieg aufgeforstet. Dieser Wald nördlich der Roterainsmühle gehört zu Richelsdorf.